# 19 Pułk Piechoty (LWP)
19 pułk piechoty (19 pp) – oddział piechoty ludowego Wojska Polskiego.

## Formowanie i zmiany organizacyjne
Pułk był formowany dwukrotnie, latem i jesienią 1944 roku, w oparciu o sowiecki etat Nr 04/501 pułku strzelców gwardii.
Po raz pierwszy organizacja jednostki została podjęta w trzeciej dekadzie sierpnia 1944 roku w Lublinie, w koszarach byłego 8 pułku piechoty Legionów. Tam została rozlokowana grupa organizacyjna kierowana przez podpułkownika Jana Kiślickiego, wyznaczonego na dowódcę pułku. 20 sierpnia 1944 roku Naczelny Dowódca Wojska Polskiego wydał rozkaz Nr 8 nakazujący sformowanie 2 Armii. Rozkaz ten sankcjonował utworzenie 31 pułku piechoty w składzie 7 Dywizji Piechoty. Pomimo tego jednostka formowana była, jako 19 pułk piechoty. 1 września 1944 roku grupa organizacyjna została skierowana do folwarku Białka, gdzie kontynuowała proces formowania. 7 września 1944 roku Naczelny Dowódca WP wydał rozkaz Nr 19 o przywróceniu starej numeracji pułków piechoty. Na mocy tego rozkazu 19 pułk piechoty został przemianowany na 31 pułk piechoty. 14 października 1944 roku pułk opuścił Białkę i pomaszerował na Podlasie. Opuszczone kwatery zajął 24 pułk piechoty.
Po raz drugi 19 pułk piechoty rozpoczęto formować w październiku 1944 roku w rejonie Zamościa, w składzie 12 Dywizji Piechoty (numer poczty polowej 52158). Na dowódcę pułku został wyznaczony podpułkownik Jan Kusznarew. 1 listopada 1944 roku zalążek pułku liczył 273 żołnierzy, w tym 24 oficerów, 7 podoficerów i 242 szeregowców. Stanowiło to 9,6% stanu etatowego. 15 listopada 1944 roku została podjęta decyzja o zaniechaniu formowania 3 Armii, a tym samym 19 pp. Do końca listopada jednostka została rozformowana, a żołnierze w większości wcieleni do 10 DP i 10 BAC.